# Acetyl-CoA-karboxylas

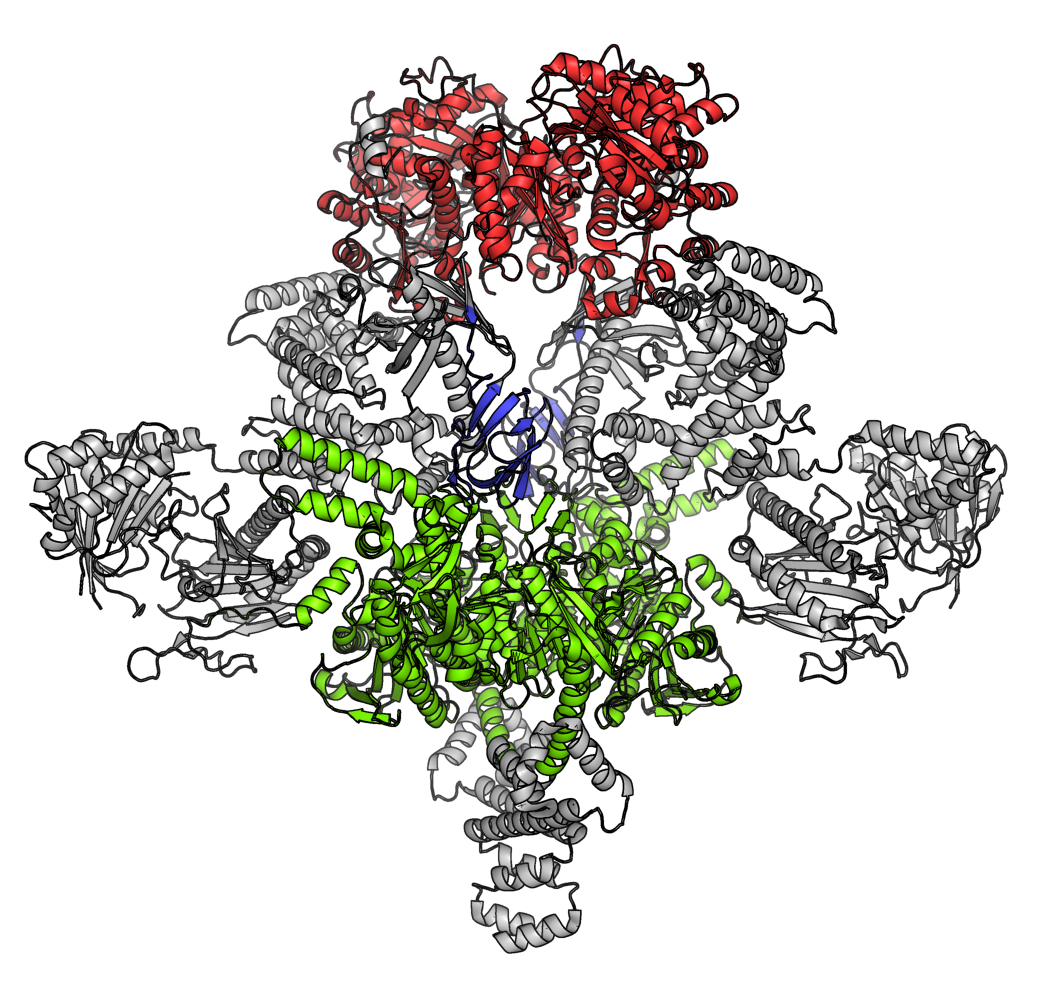
Human ACC1 homodimer med katalytiska domäner markerade; biotinkarboxylas (rött), biotinylbindande (blått) och karboxyltransferas (grönt). PDB : 6G2D

Acetyl-CoA-karboxylas (ACC) är ett biotinberoende enzym (EC 6.4.1.2) som katalyserar den irreversibla karboxyleringen av acetyl-CoA för att producera malonyl-CoA genom dess två katalytiska aktiviteter, biotinkarboxylas (BC) och karboxyltransferas (CT). ACC är ett enzym med flera underenheter i de flesta prokaryoter och i kloroplasterna hos de flesta växter och alger, medan det är ett stort multidomänenzym i cytoplasman hos de flesta eukaryoter. Den viktigaste funktionen hos ACC är att tillhandahålla malonyl-CoA-substratet för biosyntesen av fettsyror. Aktiviteten av ACC kan kontrolleras på transkriptionsnivån såväl av småmolekylära modulatorer som genom kovalent modifiering. Det mänskliga genomet innehåller generna för två olika ACC:er — ACACA och ACACB.

## Struktur
Prokaryoter och växter har multi-subunit ACCs sammansatta av flera polypeptider. Biotinkarboxylas (BC) aktivitet, biotin karboxyl bärarprotein (BCCP) och karboxyltransferas (CT) aktivitet finns var och en på skilda underenheter. Stökiometrin för dessa underenheter i ACC-holoenzymet skiljer sig mellan organismer. Människor och de flesta eukaryoter har utvecklat en ACC med CT- och BC-katalytiska domäner och BCCP-domäner på en enda polypeptid. De flesta växter har också denna homomera form i cytosol. ACC-funktionella regioner, från N-terminalen till C-terminalen, är biotinkarboxylas (BC), biotinbindande (BB), karboxyltransferas (CT) och ATP-bindande (AB). AB ligger inom BC. Biotin är kovalent fäst genom en amidbindning till den långa sidokedjan av ett lysin som finns i BB. Eftersom BB är mellan BC- och CT-regioner kan biotin enkelt translokera till båda de aktiva platserna där det behövs. 
Hos däggdjur där två isoformer av ACC uttrycks är den huvudsakliga strukturella skillnaden mellan dessa isoformer den förlängda ACC2 N-terminalen som innehåller en mitokondriell målsökningssekvens.
|                                                           |
| Biotinkarboxylassubenhet av E. coli acetyl-CoA-karboxylas |

|                                                                     |
| Biotinkarboxylbärarproteinsubenhet av E. coli acetyl-CoA-karboxylas |

|                                                             |
| Karboxyltransferassubenhet av E. coli acetyl-CoA-karboxylas |

## Gener
Polypeptiderna som består av multi-underenhet ACC:er av prokaryoter och växter kodas av distinkta gener. I Escherichia coli kodar accA för alfa-underenheten av acetyl-CoA-karboxylaset, och accD kodar för dess beta-underenhet.

## Mekanism
Den totala reaktionen av ACAC(A,B) fortskrider med en tvåstegsmekanism. Den första reaktionen utförs av BC och involverar ATP-beroende karboxylering av biotin med bikarbonat som källa till CO2. Karboxylgruppen överförs från biotin till acetyl-CoA för att bilda malonyl-CoA i den andra reaktionen, som katalyseras av CT. 

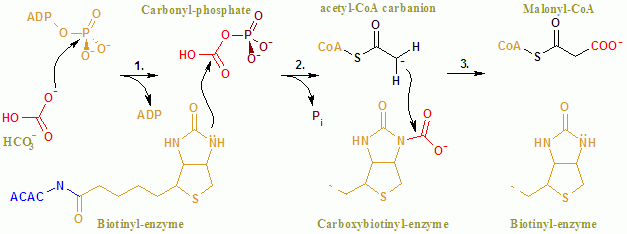
Reaktionsmekanismen för ACAC(A,B).Färgschemat är som följer: enzym, koenzymer, substratnamn, metalljoner, fosfat, and karbonat

I det aktiva stället fortskrider reaktionen med omfattande interaktion av resterna Glu296 och positivt laddade Arg338 och Arg292 med substraten. Två Mg2+ koordineras av fosfatgrupperna på ATP och krävs för ATP-bindning till enzymet. Bikarbonat deprotoneras av Glu296, även om denna protonöverföring i lösning är osannolik eftersom pKa för bikarbonat är 10,3. Enzymet manipulerar uppenbarligen pKa för att underlätta deprotoneringen av bikarbonat. Bikarbonats pKa minskas genom dess interaktion med positivt laddade sidokedjor av Arg338 och Arg292. Vidare interagerar Glu296 med sidokedjan av Glu211, en interaktion som har visat sig orsaka en ökning av den skenbara pKa. Efter deprotonering av bikarbonat fungerar syret i bikarbonatet som en nukleofil och angriper gammafosfatet på ATP. Karboxyfosfatmellanprodukten sönderdelas snabbt till CO2 och PO43−. PO43− deprotonerar biotin, vilket skapar ett enolat, stabiliserat av Arg338, som därefter angriper CO2 vilket resulterar i produktion av karboxibiotin. Karboxybiotinet translokerar till det aktiva stället för karboxyltransferas (CT), där karboxylgruppen överförs till acetyl-CoA. I motsats till BC-domänen är lite känt om reaktionsmekanismen för CT. En föreslagen mekanism är frisättningen av CO2 från biotin, som sedan avlägsnar en proton från metylgruppen från acetyl-CoA-karboxylas. Det resulterande enolatet angriper CO2 för att bilda malonyl-CoA. I en konkurrerande mekanism samordnas protonabstraktion med attacken av acetyl-CoA.

## Funktion
ACC:s funktion är att reglera metabolismen av fettsyror. När enzymet är aktivt produceras produkten, malonyl-CoA, som är en byggsten för nya fettsyror och kan hämma överföringen av fettacylgruppen från acyl-CoA till karnitin med karnitinacyltransferas, som hämmar beta-oxidationen av fettsyror i mitokondrierna.
Hos däggdjur uttrycks två huvudsakliga isoformer av ACC, ACC1 och ACC2, som skiljer sig åt i både vävnadsfördelning och funktion. ACC1 finns i cytoplasman hos alla celler men är berikad i lipogen vävnad, som fettvävnad och ammande bröstkörtlar, där fettsyrasyntesen är viktig.I oxidativa vävnader, som skelettmuskel och hjärta, är förhållandet mellan uttryckt ACC2 högre. ACC1 och ACC2 är båda starkt uttryckta i levern där både fettsyraoxidation och syntes är viktiga. Skillnaderna i vävnadsfördelning tyder på att ACC1 upprätthåller reglering av fettsyrasyntesen medan ACC2 främst reglerar fettsyraoxidation (beta-oxidation).
En mitokondriell isoform av ACC1 (mACC1) spelar en delvis överflödig roll i lipoinsyrasyntes och därmed i proteinlipoylering genom att tillhandahålla malonyl-CoA för mitokondriell fettsyrasyntes (mtFASII) i tandem med ACSF3.

## Reglering

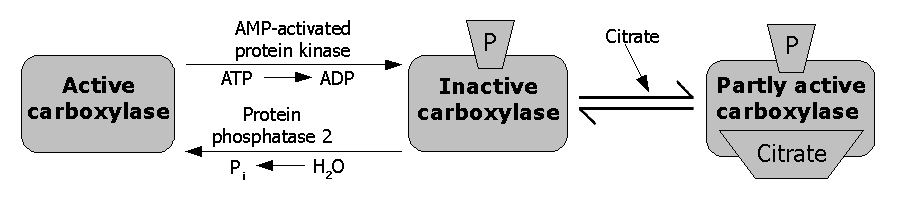
Kontroll av acetyl-CoA-karboxylas.
Det AMP-reglerade kinaset utlöser fosforyleringen av enzymet (därmed inaktiverar det) och fosfatasenzymet tar bort fosfatgruppen.

Regleringen av däggdjurs-ACC är komplex för att kontrollera två distinkta pooler av malonyl-CoA som styr antingen hämningen av beta-oxidation eller aktiveringen av lipidbiosyntes.
Däggdjurs ACC1 och ACC2 regleras transkriptionellt av flera promotorer som förmedlar ACC-överskott som svar på cellens näringsstatus. Aktivering av genuttryck genom olika promotorer resulterar i alternativ splitsning; den fysiologiska betydelsen av specifika ACC-isozymer förblir dock oklar. Känsligheten för näringsstatus är resultatet av kontroll av dessa promotorer av transkriptionsfaktorer som sterolreglerande elementbindande protein 1, kontrollerat av insulin på transkriptionsnivå, och ChREBP , som ökar i uttryck med dieter med hög kolhydrat.
Genom en frammatningsslinga aktiverar citrat allosteriskt ACC. Citrat kan öka ACC-polymerisationen för att öka den enzymatiska aktiviteten. Det är dock oklart om polymerisation är citrats huvudmekanism för att öka ACC-aktivitet eller om polymerisation är en artefakt av in vitro-experiment. Andra allosteriska aktivatorer är glutamat och andra dikarboxylsyror. Lång- och kortkedjig fettacyl-CoA är negativ återkopplingshämmare av ACC. En sådan negativ allosterisk modulator är palmitoyl-CoA.
Fosforylering kan uppstå när hormonerna glukagon eller epinefrin binder till cellytreceptorer, men den främsta orsaken till fosforylering beror på en ökning av AMP-nivåerna när cellens energistatus är låg, vilket leder till aktivering av det AMP-aktiverade proteinkinaset (AMPK). AMPK är den huvudsakliga kinasregulatorn av ACC, som kan fosforylera ett antal serinrester på båda isoformerna av ACC. På ACC1 fosforylerar AMPK Ser79, Ser1200 och Ser1215. Proteinkinas A har också förmågan att fosforylera ACC, med en mycket större förmåga att fosforylera ACC2 än ACC1. Ser80 och Ser1263 på ACC1 kan också fungera som ett ställe för fosforylering som en reglerande mekanism. Den fysiologiska betydelsen av proteinkinas A i regleringen av ACC är dock för närvarande okänd. Forskare antar att det finns andra ACC-kinaser som är viktiga för dess reglering eftersom det finns många andra möjliga fosforyleringsställen på ACC.

## Klinisk inverkan
Vid tidpunkten för lipidsyntes och oxidationsvägar presenterar ACC många kliniska möjligheter för produktion av nya antibiotika och utveckling av nya terapier för diabetes, fetma och andra manifestationer av metabolt syndrom. Forskare strävar efter att dra fördel av strukturella skillnader mellan bakteriella och mänskliga ACC för att skapa antibiotika som är specifika för den bakteriella ACC, i ansträngningar att minimera biverkningar för patienter. Lovande resultat för användbarheten av en ACC-hämmare är upptäckten att möss utan uttryck av ACC2 har kontinuerlig fettsyraoxidation, minskad kroppsfettmassa och minskad kroppsvikt trots ökad matkonsumtion. Dessa möss är också skyddade från diabetes. En brist på ACC1 hos mutanta möss är dödlig redan på embryonalstadiet. Det är dock okänt om läkemedel som riktar sig mot ACC hos människor måste vara specifika för ACC2.
Firsocostat (tidigare GS-976, ND-630, NDI-010976) är en potent allosterisk ACC-hämmare som verkar på BC-domänen av ACC. Firsocostat var under utveckling 2019 (fas II) av läkemedelsföretaget Gilead som en del av en kombinationsbehandling för alkoholfri steatohepatit (NASH), som tros vara en ökande orsak till leversvikt.
Dessutom är växtselektiva ACC-hämmare i utbredd användning som herbicider, vilket tyder på klinisk tillämpning mot Apicomplexa-parasiter som förlitar sig på en växthärledd ACC-isoform, som malaria.
De heterogena kliniska fenotyperna av den metaboliska sjukdomen kombinerad malonisk och metylmalonsyrauri (CMAMMA) på grund av ACSF3-brist tros vara resultatet av partiell kompensation av en mitokondriell isoform av ACC1 (mACC1) för bristfällig ACSF3 i mitokondriell fettsyrasyntes (mtFASII).